# جاسبر جونز (رسام)
جاسبر جونز (بالإنجليزية: Jasper Johns)‏ هو نحات ورسام أمريكي، ولد في 15 مايو 1930 في أوغستا في الولايات المتحدة.

## وصلات خارجية
- جاسبر جونز على موقع IMDb (الإنجليزية)
- جاسبر جونز على موقع الموسوعة البريطانية (الإنجليزية)
- جاسبر جونز على موقع مونزينجر (الألمانية)
- جاسبر جونز على موقع ميوزك برينز (الإنجليزية)
- جاسبر جونز على موقع أول موفي (الإنجليزية)
- جاسبر جونز على موقع قاعدة بيانات برودواي على الإنترنت (الإنجليزية)
- جاسبر جونز على موقع قاعدة بيانات الأفلام السويدية (السويدية)
- جاسبر جونز على موقع إن إن دي بي (الإنجليزية)
- جاسبر جونز على موقع ديسكوغز (الإنجليزية)
- جاسبر جونز على موقع قاعدة بيانات الفيلم (الإنجليزية)